# Mietshaus Nürnberger Straße 32

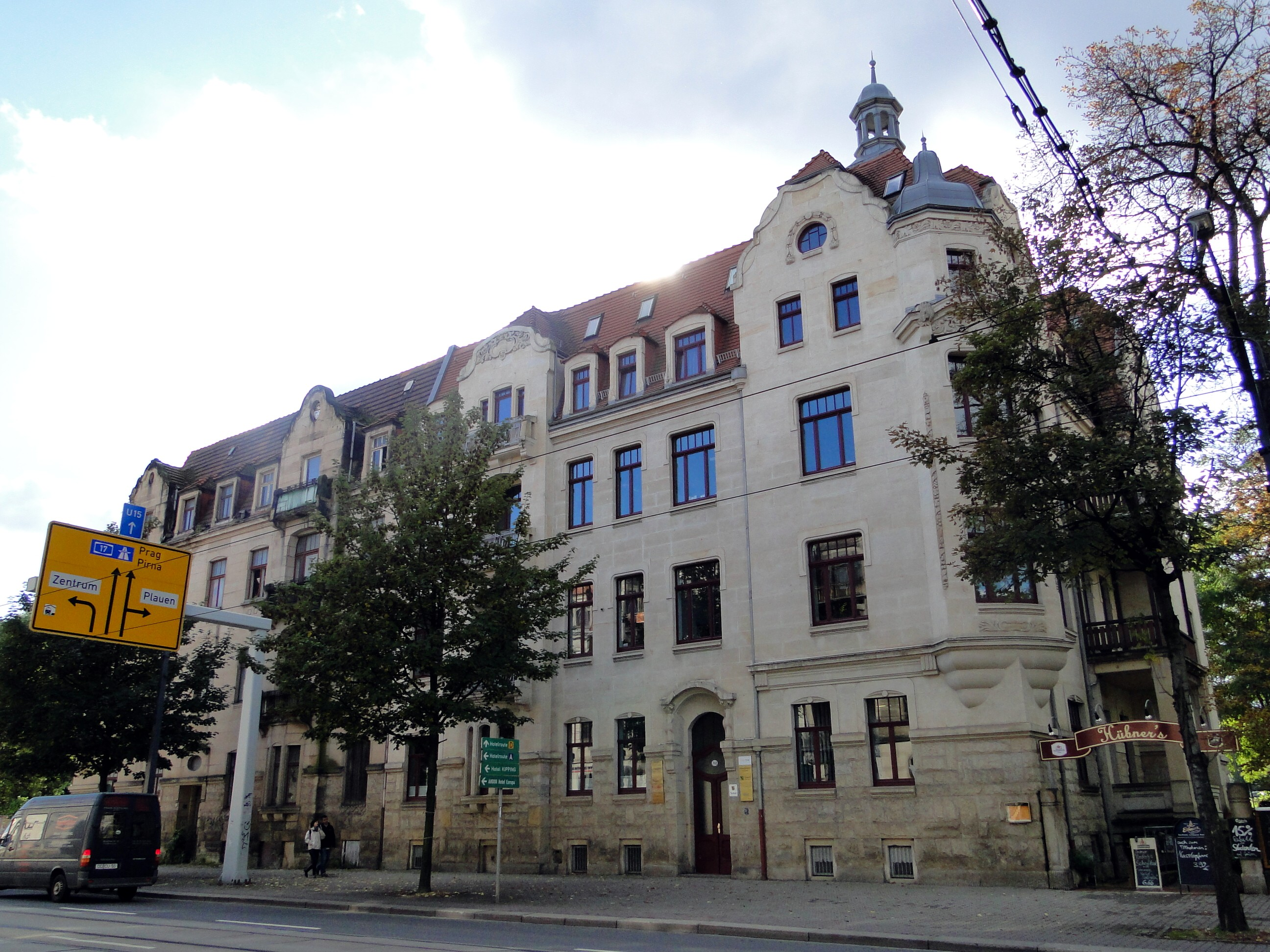
Eckhaus Nürnberger Straße 32, im Hintergrund Nummer 34

Das Mietshaus Nürnberger Straße 32 ist ein denkmalgeschütztes Jugendstilgebäude in der Nürnberger Straße, Ecke Hübnerstraße in der Dresdner Südvorstadt.
Das Bauwerk ist das dreigeschossige Eckhaus mit ausgebautem Dachgeschoss eines Doppel-Mietshauses. Bauherr war der Klempnermeister Adolph Schultze aus Dresden-Friedrichstadt, der am 14. Dezember 1904 den Bauantrag einreichte. Im Dezember 1906 waren die ersten Wohnungen bezugsfertig. Erbaut wurde das Gebäude nach Entwürfen von Oskar Richter.
Das Gebäude zeigt bei „aller Zurückhaltung eine qualitätvolle Sandsteinfassade.“ Ein Jugendstil-Deckengemälde befindet sich im Hausflur. Es zeigt eine sitzende Frau, die sich in einem Spiegel betrachtet, der ihr von einem Knaben auf der rechten Seite gehalten wird. Auf der linken Seite wird die Dame von einem kleinen, blonden Mädchen und einem Pfau flankiert. Dieses wurde jedoch nur gereinigt (Stand: Oktober 2018), auf die Wiederherstellung der originalen Farbigkeit wurde verzichtet.
Im Kellergeschoss befindet sich ein Restaurant, ein Teil des Gartens wird von diesem als Freifläche genutzt. Im Erdgeschoss befinden sich Büros. Saniert wurde das Gebäude in den 1990er Jahren.